# Duilio Rallo
Duilio Rallo (Mestre, 16 gennaio 1916 – Venezia, 12 febbraio 1977) è stato un calciatore e allenatore di calcio italiano, di ruolo centrocampista.

## Carriera

### Giocatore
Nella stagione 1936-1937 gioca con il Padova in Serie C. Dal 1938 al 1941 veste invece la maglia dello Spezia in Serie B e Serie C.
Nel 1941 viene acquistato dalla Fiorentina, con la cui maglia esordisce in Serie A il 16 novembre di quell'anno in Lazio-Fiorentina (1-1) e con la cui maglia gioca dal 1941 al 1943 e poi dal 1945 al 1947, totalizzando 59 partite in campionato durante le quali mette a segno 4 reti.
Nel 1944 gioca con il Venezia nel Campionato Alta Italia 1943-1944, mentre nel 1947 viene ceduto dalla società toscana al Fanfulla.
Chiude la sua carriera alla Pro Rovigo, dove comincia anche la sua esperienza da allenatore.

### Allenatore
Dal 1948 al 1950 svolge il ruolo di allenatore-giocatore nella Pro Rovigo, prima affiancando Cesare Zancanaro e poi da solo con Zancanaro nel ruolo di vice.
Nella stagione 1953-1954 è l'allenatore della Mestrina, in IV Serie.

## Palmarès

### Giocatore

#### Competizioni nazionali
- Serie C: 1

Spezia: 1939-1940